# リグレッション
『リグレッション』（Regression）は2015年のアメリカ合衆国・カナダ・スペインのサイコスリラー映画。監督はアレハンドロ・アメナーバル、主演はイーサン・ホークとエマ・ワトソンが務めた。
1980年代以降にアメリカ合衆国各地で悪魔崇拝者たちによる儀式が執り行われたとして社会問題となった実話から着想を得たホラーサスペンス映画。

## ストーリー
1990年のミネソタ州、ブルース・ケナー刑事は虐待事件の捜査に当たっていた。加害者のジョン・グレイは17歳の娘（アンジェラ）を虐待した容疑で告発されており、本人も容疑を認めていたが、グレイには娘を虐待した記憶がないという奇怪な事件であった。ケネス・レインズ教授の協力を得て、捜査チームがグレイに回復記憶療法による治療を受けさせたところ、事件にジョージ・ネスビット刑事が関与している可能性が浮上してきた。捜査チームはネスビットを調べ上げたが、事件への関与を示す確たる証拠は出てこなかった。その後、捜査チームはアンジェラの証言から悪魔崇拝カルトが事件に関与しているのではないかと疑い始めた。
ケナーとレインズはアンジェラの兄（ロイ）の元へ行き、何故実家を離れることになったのかを尋ねた。ロイも記憶があやふやだったため、レインズが退行療法を施したところ、ロイは子供の頃に自室に入ってきたフードを被った人間の存在を思い出した。2人はその人物がロイの祖母（ローズ）ではないかと疑うが、彼女が虐待に関与した証拠を発見できなかった。
その後、ケナーは悪魔崇拝カルトの儀式に巻き込まれるという悪夢に苛まれるようになった。それを知ったアンジェラは「私の腕に悪魔の紋章が浮かび上がったという理由で、カルトは私を殺そうとした。貴方も危ない状況にある。母さんが亡くなる間際にも怪現象が相次いだから。」とケナーに告げた。恐るべきことに、ケナーはアンジェラの母親に起きたものと同様の出来事に遭遇するようになったのである。

## キャスト
※括弧内は日本語吹替
- ブルース・ケナー刑事: イーサン・ホーク（咲野俊介） - 妻と別居中の刑事。不可知論者。
- アンジェラ・グレイ: エマ・ワトソン（清水理沙） - 虐待事件の被害者。
- ケネス・レインズ教授: デヴィッド・シューリス（早川毅） - 捜査に協力する心理学者。
- マーレイ牧師: ロテール・ブリュトー - アンジェラを保護。
- ローズ・グレイ: デイル・ディッキー - アンジェラの祖母。
- ジョン・グレイ: デヴィッド・デンシック - アンジェラの父。ローズが16歳で生んだ息子。
- ロイ・グレイ: デヴォン・ボスティック - アンジェラの兄。家族とは疎遠。
- ジョージ・ネスビット刑事: アーロン・アシュモア - ブルースの同僚。容疑者に。
- クリーヴランド署長: ピーター・マクニール（英語版） - ブルースの上司。
- ブロディ: アダム・ブッチャー（英語版） - 若い警官。
- チャーリー: ジェイコブ・ニーイェム - 若い大柄の警官。
- ファレル: アーロン・エイブラムス（英語版） - ブルースに反感を持っている刑事。
- トム: ジュリアン・リッチングス（英語版） - 捜査助手。
- アンドリュー: クリスチャン・ブルーン（英語版） - ポリグラフ検査官。

## 製作
2013年10月31日、アレハンドロ・アメナーバル監督の新作映画にイーサン・ホークが出演するとの報道があった。2014年2月5日、エマ・ワトソンが本作に出演すると報じられた。3月25日、デヴィッド・デンシックがキャスト入りした。4月15日、本作の主要撮影がオンタリオ州ミシサガで始まった。5月23日、デヴォン・ボスティックの出演が決まったと報じられた。

## 公開・マーケティング
2013年11月、ワインスタイン・カンパニーが本作の全米配給権を購入したと報じられた。当初、本作は2015年8月28日に全米公開される予定だったが、一時公開スケジュールから引き上げられ、その後に公開日は2016年2月5日に延期された。2015年9月18日、本作はサン・セバスチャン国際映画祭でプレミアを迎えた。
2014年6月10日、本作のプロモ写真が公開された。2015年2月12日、本作のティーザー・トレイラーが公開された。2016年2月1日、本作の合衆国版予告編が公開された。

## 評価
本作は批評家から酷評されている。映画批評集積サイトのRotten Tomatoesには40件のレビューがあり、批評家支持率は15%、平均点は10点満点で4.1点となっている。サイト側による批評家の見解の要約は「『リグレッション』はイーサン・ホークとエマ・ワトソンという2人の人気者が出演していることを売りにしているが、2人の力を以てしても、凡庸で話が複雑なだけのサイコスリラー映画以上のものにはならなかった。」となっている。また、Metacriticには12件のレビューがあり、加重平均値は32/100となっている。